# 小坂淳夫
小坂 淳夫（こさか きよお、1915年 - 2005年）は、日本の内科医。岡山大学学長や、岡山県立大学学長、大学入試センター所長を務めた。従三位勲二等旭日重光章。

## 人物・経歴
岡山県赤磐郡鳥取上村（現赤磐市）山口生まれ。1940年岡山医科大学（現岡山大学）卒業。1949年医学博士。1957年岡山大学医学部教授（内科学）。1965年岡山県医師会理事。1973年医学部長。同年岡山県三木記念賞受賞。74年日本糖尿病学会中国・四国支部長。75年岡山大学学長。82年大学入試センター所長。83年山陽新聞社賞受賞。87年勲二等旭日重光章受章。88年岡山県文化賞受賞。同年赤坂町名誉町民。93年初代岡山県立大学学長。05年従三位。